# Milnesium reticulatum
Espèce
Milnesium reticulatum est une espèce de tardigrades de la famille des Milnesiidae. 

## Distribution
Cette espèce est endémique des Seychelles.

## Publication originale
- Pilato, Binda & Lisi, 2002 : Notes on tardigrades of the Seychelles with the description of two new species. Bollettino dell'Accademia Gioenia di Scienze Naturali, vol. 35, no 1, p. 503–517.